# Huánuco (département)
Le département de Huánuco (en espagnol : Departamento de Huánuco) est l'une des vingt-quatre régions du Pérou. Sa capitale est la ville de Huánuco.

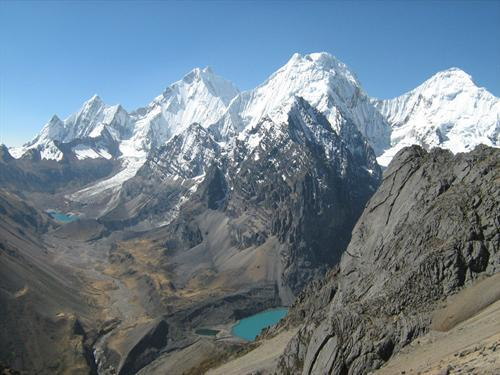
La chaîne de montagnes Huayhuash avec Yerupajá, l'un des plus hauts sommets du Pérou

## Histoire de la région

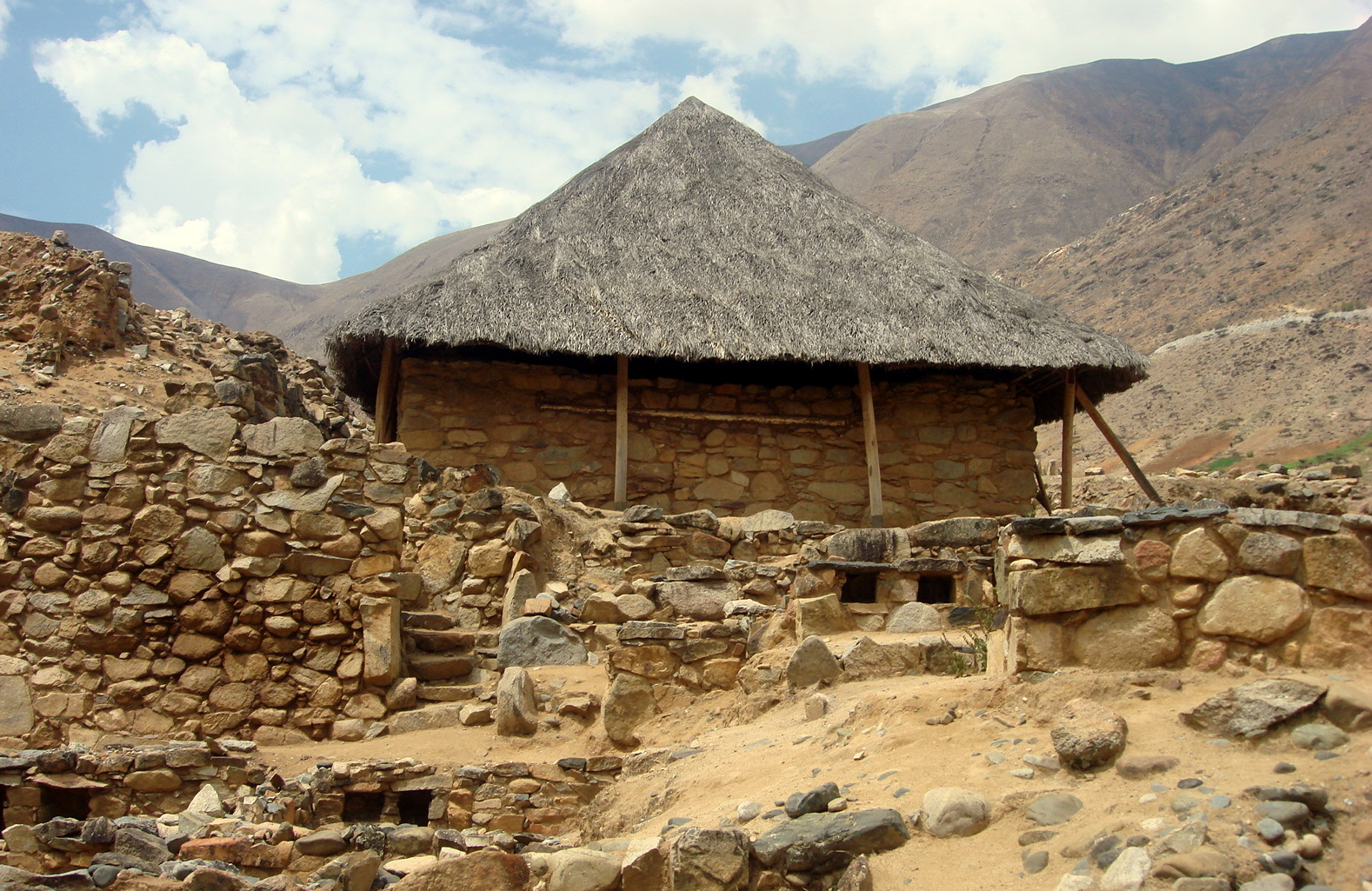
Site archéologique de Kotosh

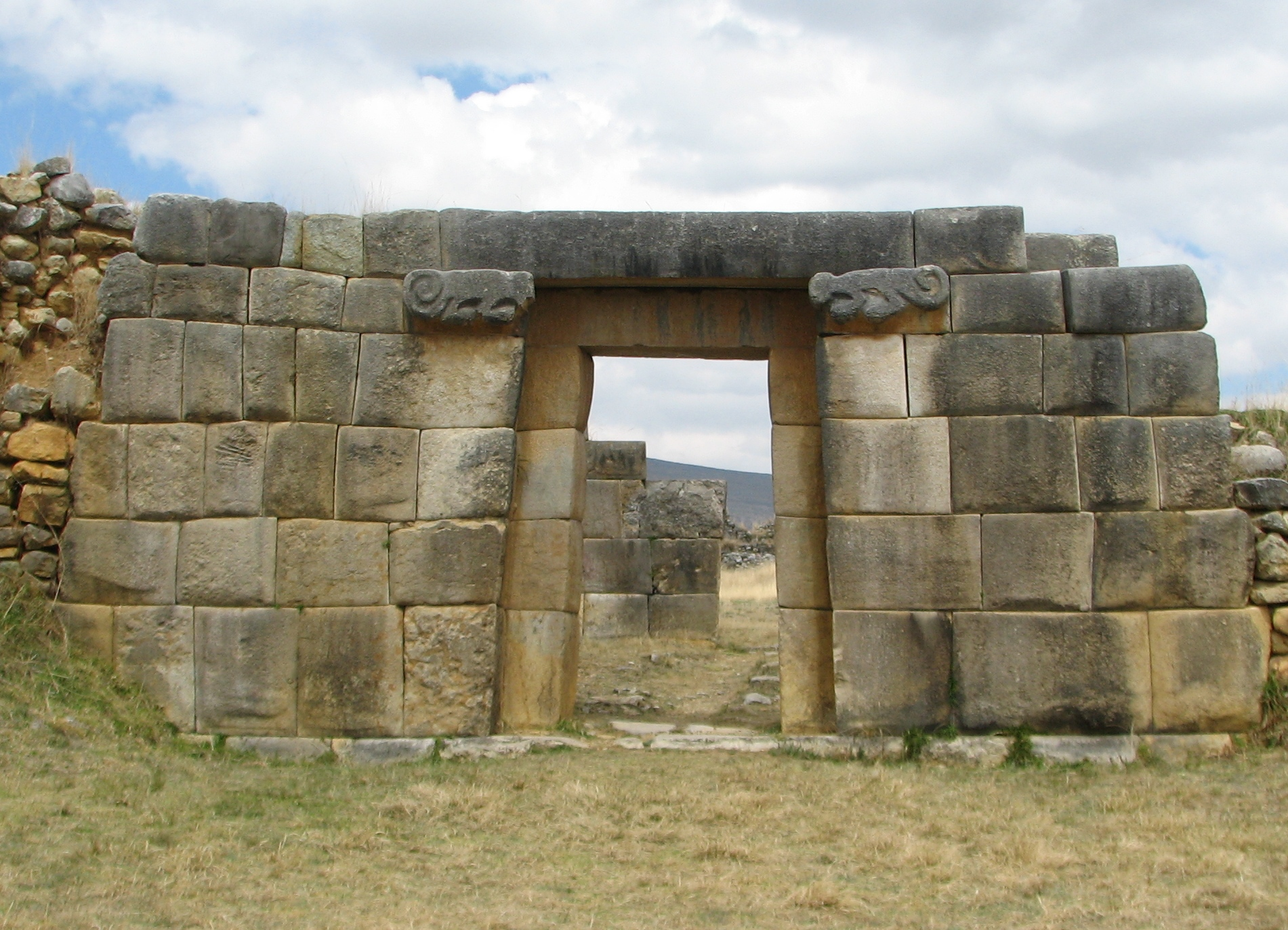
Ruines de Huánuco Pampa.

Dans les grottes de Lauricocha, Augusto Cárdich a découvert les restes fossiles les plus anciens du Pérou : onze squelette humains, datés entre 8000 et 10000 av. J.-Chr. Ces Hommes de Lauricocha étaient des chasseurs-cueilleurs qui ont tracé les peintures rupestres des grottes de Lauricocha.
À l'ouest de Huánuco, on a mis au jour les premiers vestiges de poterie et d'architecture monumentale : le temple dit « des mains croisées », l'un des plus anciens du Pérou et même d'Amérique (vers 2500 av. J.-Chr.). Les indiens yarohuilcas, d'origine inconnue, avaient établi un empire qui opposa une résistance tenace à l'avance inca, avant de s'assimiler au Tahuantinsuyo. On leur doit l'ouverture de plusieurs voies de communication importantes, comme celle entre Cuzco et Cajamarca.
Le 15 août 1539, les Espagnols fondèrent la ville de Huánuco. De par le nombre de métis dans la région, ce fut l'un des premiers foyers de la Guerre d'indépendance du Pérou, et l'indépendance elle-même y fut proclamée le 15 décembre 1820. Juan José Crespo y Castillo (1747-1812) et Gabriel Aguirre ont sacrifié leurs vies à cette cause, pourtant dédaignée d'une grande majorité de Péruviens, et surtout des métis et indigènes, lesquels combattaient pour les Loyalistes, soit dans l'Armée royale, soit comme francs-tireurs.
Leoncio Prado, Daniel Alomía Robles (le compositeur d’"El cóndor pasa"), Hermilio Valdizán (père de la psychiatrie au Pérou) étaient des indiens huanuqueños. Nathalie Kelley (actrice dans dernier épisode de Fast and The Furious) est elle-même issue de familles natives de La Unión, Sillapata et Huallanca.

## Divisions
La région de Huánuco est divisée en 11 provinces :
| Province      | Chef-lieu   | Districts | Carte des provinces |
| ------------- | ----------- | --------- | ------------------- |
| Ambo          | Ambo        | 8         |                     |
| Dos de Mayo   | La Unión    | 9         |                     |
| Huacaybamba   | Huacaybamba | 4         |                     |
| Huamalíes     | Llata       | 11        |                     |
| Huánuco       | Huánuco     | 12        |                     |
| Lauricocha    | Jesús       | 7         |                     |
| Leoncio Prado | Tingo María | 7         |                     |
| Marañón       | Huacrachuco | 3         |                     |
| Pachitea      | Panao       | 4         |                     |
| Puerto Inca   | Puerto Inca | 5         |                     |
| Yarowilca     | Chavinillo  | 8         |                     |

## Source
- (es) Cet article est partiellement ou en totalité issu de l’article de Wikipédia en espagnol intitulé « Departamento de Huánuco » (voir la liste des auteurs).